# В добрый час! (пьеса)
«В добрый час!» — пьеса драматурга Виктора Розова, впервые поставленная в Центральном детском театре в 1954 году.

## Сюжет
Сын профессора Андрей Аверин окончил школу и никак не может определиться с выбором дальнейшего пути. Его друг Вадим собирается поступать в элитный институт, зная, что его отец может позвонить и попросить за него. Мать Андрея тоже ищет протекцию, чтобы младший сын поступил в престижный вуз. Старший брат Андрея Аркадий служит в театре, но эта работа уже не приносит ему удовлетворения. 
В этот момент из Сибири приезжает племянник Петра Ивановича Аверина Алексей поступать в сельскохозяйственную академию. Прямолинейный, открытый парень вносит сумбур в устоявшуюся жизнь профессорской семьи.

## Действующие лица
- Петр Иванович Аверин, доктор биологических наук, 50 лет — Матвей Нейман
- Анастасия Ефремовна, его жена, 48 лет — Людмила Чернышёва
- Аркадий, их сын, артист, 28 лет — Геннадий Печников
- Андрей, их сын, 17 лет — Валерий Заливин
- Алексей, двоюродный брат Андрея и Аркадия, 18 лет — Олег Ефремов
- Галя Давыдова, подруга Андрея — Галина Новожилова
- Вадим Розвалов, товарищ Андрея — Олег Анофриев
- Катя Сорокина, подруга Алексея — Маргарита Куприянова
- Афанасий Кабанов, товарищ Алексея — Лев Дуров
- Маша Полякова, фотограф, 26 лет — Антонина Елисеева / Татьяна Щекин-Кротова

## Постановка
«В добрый час!» стала третьей пьесой В.Розова, написанной специально для ЦДТ. Постановку должна была осуществить Мария Осиповна Кнебель, но из-за её занятости на другом спектакле пьесу отдали молодому режиссёру Анатолию Эфросу. Премьера состоялась 30 декабря 1954 года.
Роль Анастасии Ефремовны стала первой «характерной» ролью Людмилы Чернышёвой, до этого игравшей в основном роли-травести. И хотя Эфрос был на грани того, чтобы просить заменить актрису, у которой «не шла роль», Чернышёва смогла сыграть «сложный и интересный человеческий сплав», где «огромные запасы добра, юмора, женской беспомощности и жажды «руководить семьей» переплетались с наивной жестокостью и упрямством». 
Роли в спектакле стали профессиональными дебютами для Олега Анофриева и Льва Дурова.
Спектакль имел большой успех, получил множество положительных отзывов, в том числе от главного редактора журнала «Театр» Николая Фёдоровича Погодина и от писателя Анатолия Алексина, чей отзыв был опубликован в газете «Труд».
Виктор Розов вспоминал, что после выхода пьесы ему звонили из партийной организации Высшего технического училища имени Баумана и интересовались, действительно ли он знает о преподавателе, который может устроить абитуриента по записке.

## Экранизация
В 1956 году режиссёр Виктор Эйсымонт снял по пьесе полнометражный фильм. К своим ролям вернулись Людмила Чернышева и Олег Анофриев. Также в фильме снялись Леонид Харитонов (Андрей Аверин), Леонид Давыдов-Субоч (Алексей), Виктор Хохряков (Пётр Иванович) и др.